# Etah (Groenlandia)
Etah es un antiguo asentamiento inuit abandonado situado en el norte de Groenlandia, a orillas del fiordo Foulk, cerca de punta Reindeer. 
Etah, que una vez fue el asentamiento de población más septentrional del mundo, fue abandonado debido a la dureza del clima. Se encuentra en las coordenadas 78°19′N 72°28′O / 78.317, -72.467. 

## Geografía
El fiordo Foulk está localizado en la margen derecha del estrecho de Nares, en el tramo conocido como Smith Sound. El fiordo tiene aproximadamente 2,4 km de ancho y varios kilómetros de largo, con acantilados de unos 600 m a cada lado. El glaciar Brother John vierte en el extremo oriental del fiordo. A los pies del Brother John se encuentra el lago glaciar Alida, una pequeña masa de agua dulce congelada. 
La isla de Ellesmere (perteneciente a Canadá) está a unos 50 kilómetros al oeste atravesando la bahía de Baffin, que suele congelarse de octubre a julio. 
En la actualidad, el pueblo está habitado ocasionalmente en verano durante la temporada de caza, y aún quedan en pie algunas cabañas. La caza en la zona es bastante buena, especialmente de morsas y osos polares.

## Historia
Etah se ha utilizado como campamento base de varias expediciones árticas, incluida la desgraciada expedición Tierra de Croker (1913), la expedición de Humphrey (1934-35), la expedición ártica MacGregor (1937-38) y la expedición de Thomas Haig (1938).